# Teó d'Esmirna
Teó d'Esmirna (en llatí Theon, en grec antic Θέων) fou un matemàtic grec nadiu d'Esmirna que va viure en temps de l'emperador Hadrià, segons diu Claudi Ptolemeu, que el cita moltes vegades i va conservar les seves observacions sobre Mercuri i Venus. L'enciclopèdia Suides diu que també era filòsof.
Procle al·ludeix a aquest personatge dient que va escriure les genealogies de Plató i de Soló, i Plutarc diu que va escriure sobre la Lluna.
Es conserva una part de la seva obra d'aritmètica titulada Τῶν κατὰ μαθηματικὴν χρησίμων εἰς τὴν τοῦ Πλάτωνος ἀνάγνωσιν (Les regles matemàtiques bàsiques per entendre Plató, comunament conegut com Expositio mathematicarum). D'aquesta obra es conserven dos llibres, un sobre aritmètica i un altre sobre música. Se sap que un tercer llibre parlava d'astronomia i un quart περὶ τῆς ἐν κόσμῳ ἁρμονίας (Sobre l'harmonia del cosmos). El llibre sobre aritmètica segueix el mateix esquema que l'obra de Nicòmac Gerasè i tracta de la Teoria de nombres. El llibre sobre música exposa l'aplicació de l'aritmètica a la teoria musical i fa referència a l'Harmonia de les esferes. El tractat no és obra d'un expert matemàtic sinó més aviat d'aficionat; és una compilació d'autors anteriors que manca d'originalitat.
Per algunes notícies es pensa que va escriure altres obres i tractats astronòmics, i se li atribueix una obra conservada en manuscrit anomenada θεολογούμενα (Sobre les coses divines). Fabricius l'inclou a la Bibliotheca Graeca.